# Фурманн, Эмма
Эмма Кейт Фурманн (англ. Emma Cate Fuhrmann; род. 15 сентября 2001 года) — американская актриса и модель. Наиболее известна по роли Эспн Фридман в фильме «Смешанные» и Кэсси Лэнг в фильме «Мстители: Финал».

## Биография
Эмма Кейт Фурманн родилась в Далласе, штат Техас. Родители Эммы — Эми и Кен Фурманн — тоже актёры. У неё есть младший брат Ник, а также собака породы «Ирландский мягкошёрстный пшеничный терьер» по кличке Кёрби Джейн. Эмма Фурманн занимается социальной помощью для больных людей и животных. Любит спорт, плавание, катание на лыжах, моду и дизайн.

## Карьера
Эмма Фурманн начала работать моделью в родном городе, когда ей было всего 1,5 года. В возрасте постарше она снялась в нескольких рекламных роликах. С 2009 года Эмма начала сниматься в фильмах и сериалах. Её наиболее известные картины: «Третий акт» с Морганом Фрименом и «Смешанные» с Адамом Сэндлером и Дрю Бэрримор. В 2019 году появилась в фильме «Мстители: Финал», где она сыграла роль Кэсси Лэнг.

## Фильмография
| Год  |     | Русское название                        | Оригинальное название   | Роль             |
| ---- | --- | --------------------------------------- | ----------------------- | ---------------- |
| 2010 | с   | Преследование                           | Chase                   | Сисси Пил        |
| 2010 | с   | Хорошие парни                           | The Good Guys           | младший офицер   |
| 2010 | кор | —                                       | Emma’s Wish             | н/д              |
| 2011 | с   | Главный подозреваемый                   | Prime Suspect           | Аманда Паттерсон |
| 2012 | ф   | Третий акт                              | The Magic of Belle Isle | Финнеган О’Нил   |
| 2012 | кор | —                                       | Raspberry Jam           | Пэйтон Макмерфи  |
| 2012 | кор | —                                       | Are We Listening?       | Эшли             |
| 2014 | ф   | Смешанные                               | Blended                 | Эспн Фридман     |
| 2015 | ф   | Опасный попутчик/Потерявшиеся на солнце | Lost in the Sun         | Роуз             |
| 2016 | кор | История Тейлор                          | A Taylor Story          | Тейлор           |
| 2017 | ф   | —                                       | Girl Followed           | Риган            |
| 2017 | ф   | —                                       | The Fandango Sisters    | Лил Тиффани      |
| 2017 | кор | —                                       | Sweeter on the Vine     | н/д              |
| 2018 | с   | Пожарные Чикаго                         | Chicago Fire            | Эрика Баллард    |
| 2019 | ф   | Мстители: Финал                         | Avengers: Endgame       | Кэсси Лэнг       |
| 2020 | кор | —                                       | Sky West and Crooked    | Кэндис           |
| 2020 | с   | Пожарная часть 19                       | Station 19              | Рейчел Моруолл   |
| 2020 | ф   | Смерть на винограднике                  | Беатрис Керк            |                  |

## Награды и номинации
| Год  | Награда                | Категория                                                                        | Работа      | Результат |
| ---- | ---------------------- | -------------------------------------------------------------------------------- | ----------- | --------- |
| 2012 | «Кинофестиваль Гидеон» | «Лучшая женская роль в короткометражном фильме»                                  | Мы слушаем? | Номинация |
| 2015 | «Young Artist Award»   | «Лучшее исполнение в полнометражном фильме — актерский состав молодого ансамбля» | Смешанные   | Победа    |
| 2015 | «Young Artist Award»   | «Лучшая роль в художественном фильме — Лучшая актриса второго плана»             | Смешанные   | Номинация |